# Citozin
A citozin a DNS-ben és RNS-ben található nukleobázisok egyike, mely pirimidinszármazék és guaninnal alkot bázispárt három hidrogénkötéssel. Heterociklikus aromás vegyület, mely két szubsztituenst tartalmaz, egy amin csoportot a 4-es, illetve egy keto csoportot a 2-es pozícióban. A citozin-nukleozid a citidin.
A citozin először 1894-ben izolálták borjú csecsemőmirigyből (thymus). A szerkezetét 1903-ban írták le, és abban az évben már szintetizálták is.
A citozint használták az első kvantum számításokra. Amikor a kvantumszámítógép működési elméletei kezdtek kibontakozni 1998-ban Oxford-ban, az első David Deutsch által készített algoritmusokat a citozinra alapozták. 
A citozin nukleotidja, a citidin-trifoszfát (CTP) enzimek kofaktora, és foszfátcsoportját az ADP-ből ATP-re történő cserére tudja felhasználni. 
DNS-ben és RNS-ben a citozin guaninnal alkot bázispárt, azonban spontán dezaminációval uracillá alakulhat át, amely pontmutációkhoz vezethet, ha a DNS javító enzimek nem lépnek működésbe.
A citozin metilálható 5-metil-citozinná a DNS-metil-transzferáz enzim segítségével.